# Haus Messerschmitt

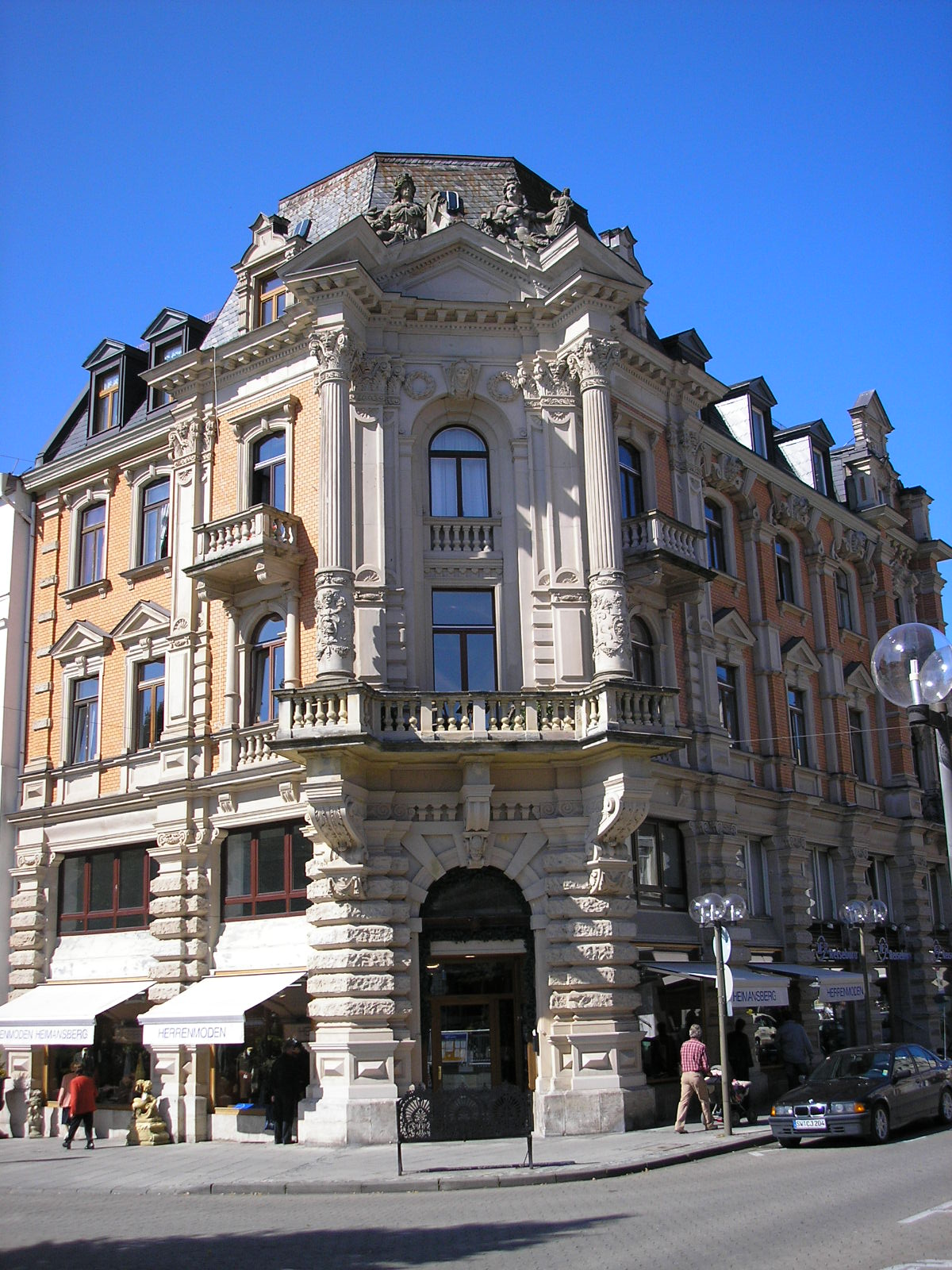
Haus Messerschmitt in Bad Kissingen

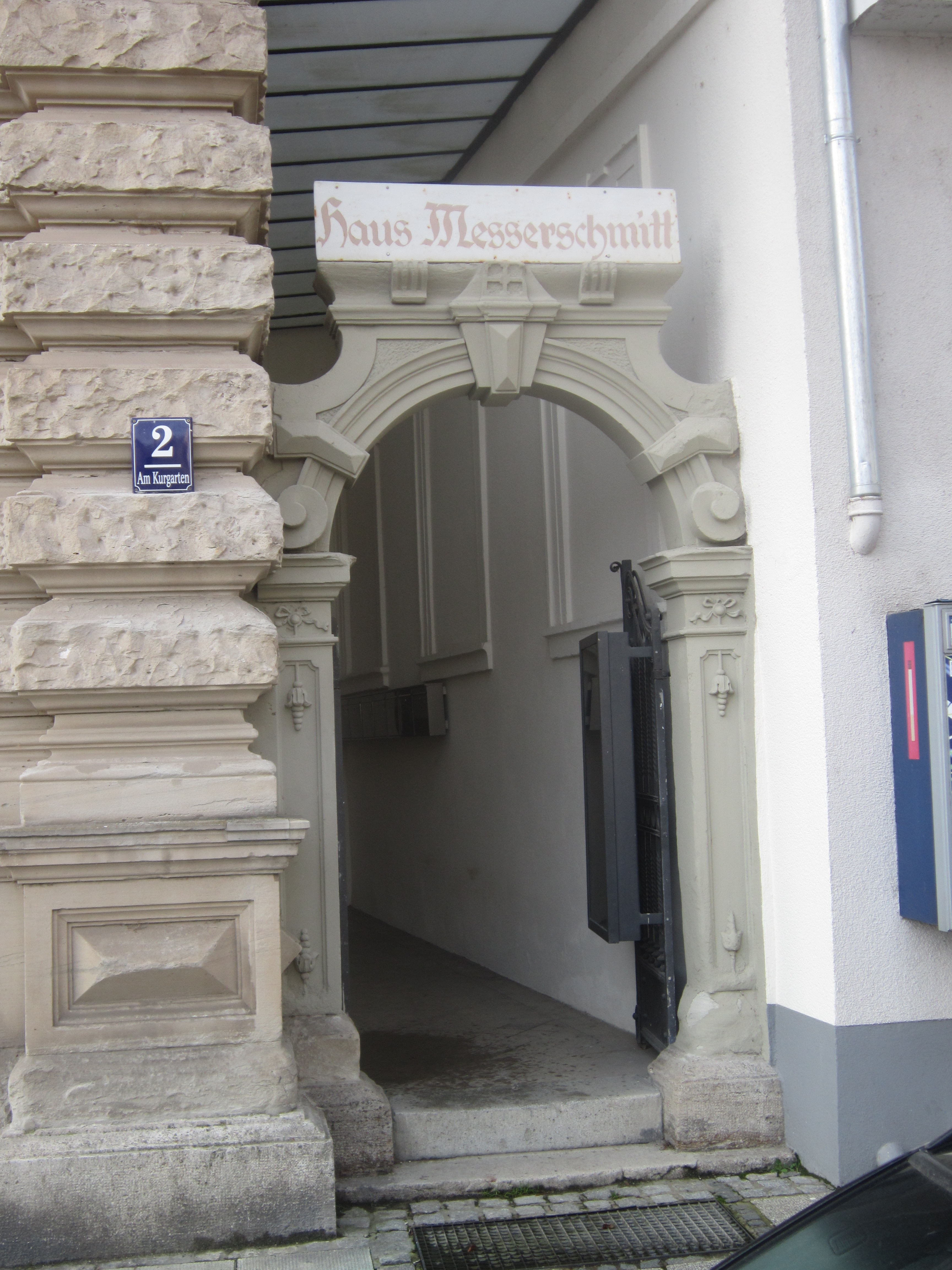
Haupteingang mit Namenstafel über dem Eingang

Das Haus Messerschnitt mit der Adresse Am Kurgarten 2 ist ein Geschäftshaus in Bad Kissingen im unterfränkischen Landkreis Bad Kissingen in Bayern. Es gehört zu den Bad Kissinger Baudenkmälern und ist unter der Nummer D-6-72-114-2 in der Bayerischen Denkmalliste registriert.

## Lage
Das Haus Messerschmitt liegt unweit südlich der Altstadt, am nördlichen Rande des Kurgartens, mit der Adresse Am Kurgarten 2.

## Geschichte
Das Haus Messerschmitt wurde in den Jahren 1893/94 im historistischen Stil vom Würzburger Architekten Karl Weinschenk erbaut. Das Gebäude ist an der Fassade mit Säulen im korinthischen Stil versehen. Oben an der Fassade des Haus Messerschmitt befinden sich zwei weibliche Steinfiguren als Ädikulamotiv. Die für Bad Kissingen untypische Üppigkeit des Dekors ist neben dem Haus Messerschmitt in den Anwesen Marktplatz 18 und Kurhausstraße 27 wiederzufinden, die ebenfalls von Karl Weinschenk erbaut wurden.

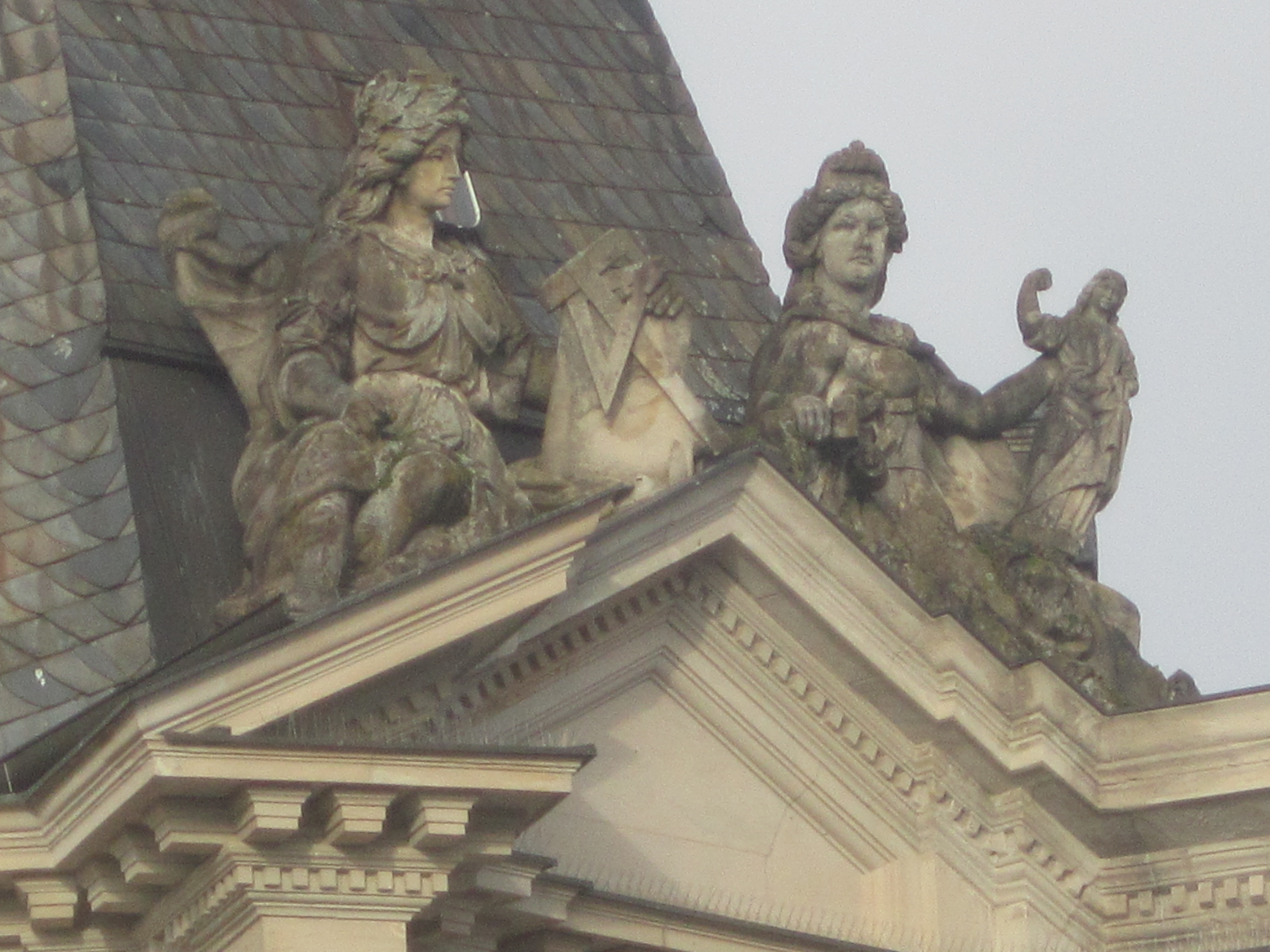
Skulpturen auf dem Dach des Hauses Messerschmitt

Heimatforscher Edi Hahn benannte die linke weibliche Steinfigur am Giebel als Franconia und die rechte Steinfigur als Bavaria. Die linke Figur hält Zeichenblock, Winkel und Lineal, die Insignien des Architektenberufes, in Händen. Auf dem Schoß der rechten Figur befindet sich Hahn zufolge Hygieia, die griechische Göttin der Gesundheit.
Das Anwesen beherbergte das von 1894 bis zum Ausbruch des Ersten Weltkrieges von Konditor Johann Baptist Messerschmitt betriebene Café Messerschmitt. Die Familie Messerschmitt lässt sich mit Adam Messerschmitt bereits für das Jahr 1848 im Kissinger Adressbuch nachweisen; Johann Baptist Messerschmitt betrieb, wie eine Anzeige im Intelligenzblatt belegt, bereits ab dem 30. Mai 1863 eine Konditorei in der Kurhausstraße 106c. Die Übernachtung in einem der 18 Zimmer des Hotels, das zusammen mit dem Café Messerschmitt betrieben wurde, kostete 18 Goldmark pro Nacht, mit Frühstück 19 Goldmark und mit Vollpension 27 Goldmark. Gegenüber dem Haus Messerschmitt befand sich, neben dem ehemaligen Steigenberger Kurhaushotel, die zum Café Messerschmitt gehörende Café-Terrasse.

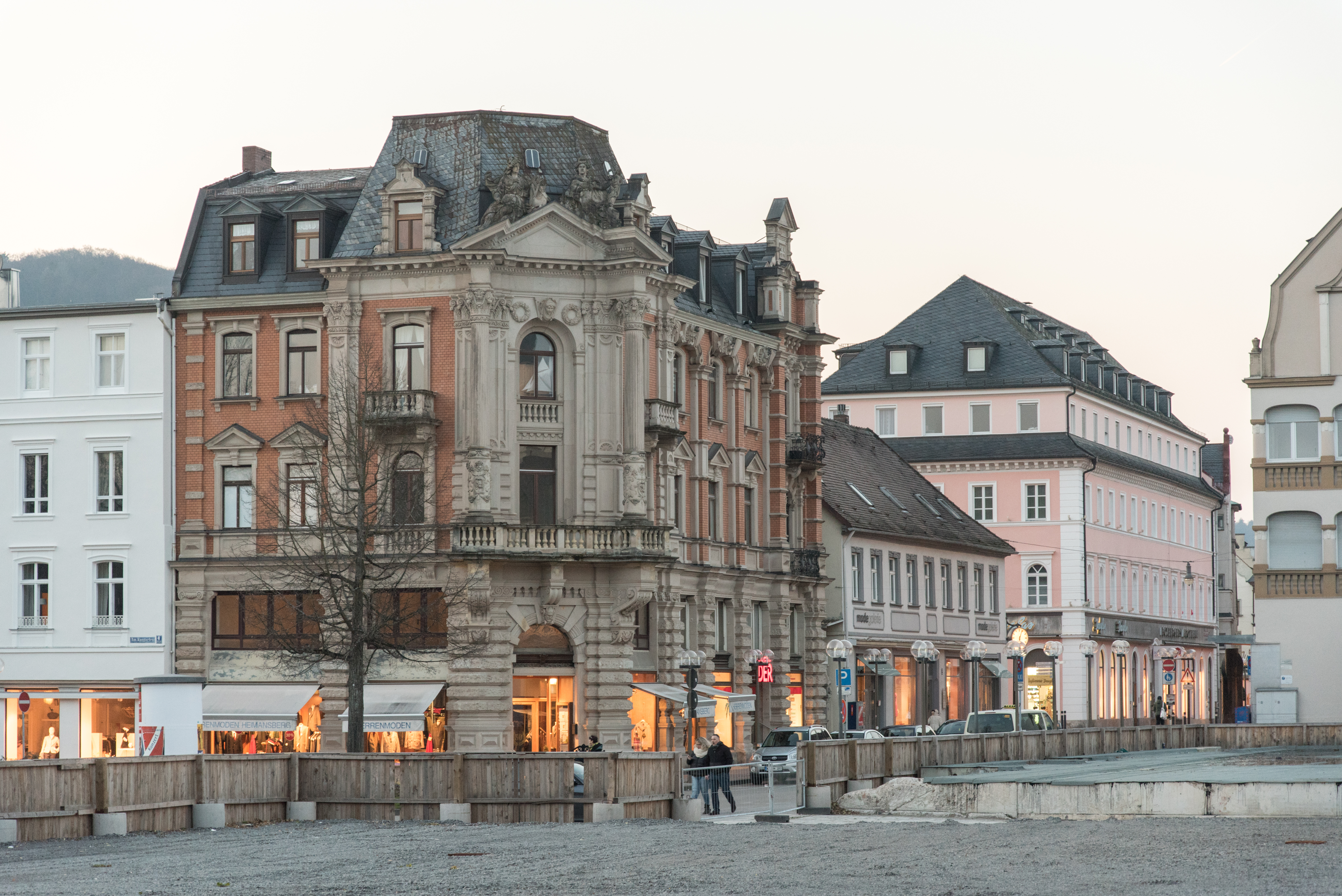
Haus Messerschmitt, gesehen vom Areal des 2014 abgebrochenen Steigenberger Kurhaushotels

Schriftsteller Theodor Fontane erwähnte neben den Kissinger Bäckern Memmel und Zoll auch Konditor Messerschmitt in einem Gedicht, das er im Jahr 1890 in das Goldene Buch der Stadt eintrug.
Nach dem Ende des Grand Cafés mit Hotel wurde das Anwesen zu einem Mietshaus umfunktioniert. Im Erdgeschoss befand sich über Jahrzehnte das noble Modegeschäft Faßhauer. Im Jahr 1970 entstand auf dem Areal der einstigen Café-Terrasse das Verwaltungsgebäude der Staatlichen Kurverwaltung Bad Kissingen.
Heute (Stand: Dezember 2022) befinden sich im ersten Stock des Anwesens ein Orthopädie-Sanitätshaus und ein Reisebüro.